# Страутман, Фёдор Иоганнович
Стра́утман Фёдор Иоганнович (25 июня 1912, Челябинск — 22 декабря 1967, Киев) — советский териолог и орнитолог, природоохранный деятель, доктор биологических наук, профессор. Его монография «Птицы советских Карпат» (1954) и двухтомник «Птицы западных областей УССР» являются наиболее полными и фундаментальными работами по фауне птиц данного региона.

## Биография
Родился в 1912 в году Челябинске (Россия) в семье электротехника. В 1931 году поступил на биологический факультет Томского государственного университета, который с отличием окончил в 1936 году. На протяжении 1934-1935 работал в Московском зоопарке, выполняя дипломную работу по изучению возможности инкубации яиц эму. В 1936 поступил в аспирантуру в этом же ВУЗе, его научным руководителем был Михаил Дмитриевич Рузский. Тема кандидатской диссертации: «Орнитофауна бассейна озера Чаны и ее хозяйственное значение». Диссертация была защищена на ученом совете Казахского государственного университета.
В 1942 году начал работать в Алма-Ате в Алматинском зоопарке на должности заведующего научной частью. В этом же году был призван в рядах Советской Армии. После демобилизации длительное время работал во Львовском государственном университете, где с 1946 до 1964 год занимал должность заведующего кафедрой зоологии позвоночных. Здесь он стал одним из организаторов биологического факультета университета, с 1946—1961 год был его деканом, а в 1962—1964 годах — проректором университета по научной работе.
В 1953 году в Московском университете защитил докторскую диссертацию на тему «Птицы Советских Карпат». В 1950—1960 годах во Львовском университете был проведен ряд крупных научных конференций и совещаний всесоюзного и международного масштаба по вопросам зоогеографии, орнитологии, охране природы Карпат, одним из главных организаторов которых был Страутман. В 1964 году перешёл на работу в Одесский университет, где был избран профессором кафедры зоологии, которую в то время возглавлял профессор И. И. Пузанов.

## Научная деятельность
Научными интересами были орнитология и зоогеография. В студенческие годы участвовал в исследовании фауны тайги Западной Сибири. Кандидатская диссертация содержала данные о важнейших промысловых птиц озера Чаны и биологическое обоснование массовых заготовок дичи в этом районе. Значительный вклад был сделан в изучение орнитофауны Карпат и прилегающих территорий Западной Украины, результаты которых легли в основу двух монографий. Был членом ряда обществ и научных организаций. Активно работал в Украинском обществе охраны природы.
Свои орнитологические исследования проводил на протяжении всей своей жизни в разных частях бывшего СССР, а результатом их стала публикация двухтомной монографии «Птицы Западных областей УССР», документальным подтверждением которой является сборка тушек птиц, хранящихся в настоящее время в Зоологическом музее ЛНУ им. И. Франко. Целенаправленные исследования орнитофауны Карпатского региона Страутман автор проводил на протяжении 18 лет, начиная с 1945 года. Коллекцию тушек птиц особенно активно собирал на протяжении 1946—1955 и 1961—1962 годов, для чего совершил полевые вылазки в Прикарпатье, Карпаты и Закарпатье, а также на Полесье и Волыно-Подолье. В ходе исследований сумел собрать коллекцию, которая насчитает 1129 тушек, относящихся к 149 видам птиц и представляет орнитофауну Карпат и прилегающих территорий.

## Публикации
Страутман был автором более ста научных публикаций, посвященных различным вопросам зоологии, зоогеографии и охраны природы. Участвовал в написании первой Украинской советской энциклопедии (1960, том 1).
- Страутман Ф. И. Птицы западных областей УССР. — Львов: Издательство Львовского университета, 1963. — Т. 1. — 199 с.
- Страутман Ф. И. Птицы западных областей УССР. — Львов: Издательство Львовского университета, 1963. — Т. 2. — 183 с.
- Страутман Ф. И. Птицы Советских Карпат. — К.: Изд. АН УССР, 1954. − 322 с.

## Семья
- Брат — Евгений Иоганович (1913—1995), советский териолог, охотовед, охранник природы, проработавший всю жизнь в Казахстане, кандидат биологических наук, автор первоописания мышовки Страутмана.
- Брат — Георгий Иоганович (1921, Челябинск — 1941?), младший сержант, командир орудия 204-го гаубичного артиллерийского полка 6-й стрелковой дивизии 4-й армии Западного Особого военного округа. Принял бой 22 июня 1941 в Брест-Литовске[1].